# Bois-de-Céné
Bois-de-Céné és un municipi francès situat al departament de Vendée i a la regió de País del Loira. L'any 2007 tenia 1.477 habitants.

## Demografia

### Població
El 2007 la població de fet de Bois-de-Céné era de 1.477 persones. Hi havia 612 famílies de les quals 163 eren unipersonals (54 homes vivint sols i 109 dones vivint soles), 222 parelles sense fills, 189 parelles amb fills i 38 famílies monoparentals amb fills.
La població ha evolucionat segons el següent gràfic:
Habitants censats

### Habitatges
El 2007 hi havia 774 habitatges, 632 eren l'habitatge principal de la família, 91 eren segones residències i 50 estaven desocupats. 764 eren cases i 4 eren apartaments. Dels 632 habitatges principals, 512 estaven ocupats pels seus propietaris, 109 estaven llogats i ocupats pels llogaters i 10 estaven cedits a títol gratuït; 6 tenien una cambra, 28 en tenien dues, 138 en tenien tres, 177 en tenien quatre i 282 en tenien cinc o més. 547 habitatges disposaven pel capbaix d'una plaça de pàrquing. A 290 habitatges hi havia un automòbil i a 292 n'hi havia dos o més.

### Piràmide de població
La piràmide de població per edats i sexe el 2009 era:
| Homes | Edats   | Dones |
| ----- | ------- | ----- |
| 0     | 95 o +  | 0     |
| 0     | 90 a 94 | 0     |
| 8     | 85 a 89 | 8     |
| 20    | 80 a 84 | 24    |
| 40    | 75 a 79 | 56    |
| 40    | 70 a 74 | 40    |
| 40    | 65 a 69 | 32    |
| 40    | 60 a 64 | 24    |
| 24    | 55 a 59 | 36    |
| 48    | 50 a 54 | 28    |
| 56    | 45 a 49 | 72    |
| 28    | 40 a 44 | 24    |
| 32    | 35 a 39 | 28    |
| 52    | 30 a 34 | 40    |
| 56    | 25 a 29 | 60    |
| 24    | 20 a 24 | 32    |
| 32    | 15 a 19 | 32    |
| 24    | 10 a 14 | 20    |
| 40    | 5 a 9   | 32    |
| 40    | 0 a 4   | 44    |

## Economia
El 2007 la població en edat de treballar era de 882 persones, 671 eren actives i 211 eren inactives. De les 671 persones actives 616 estaven ocupades (343 homes i 273 dones) i 56 estaven aturades (18 homes i 38 dones). De les 211 persones inactives 100 estaven jubilades, 31 estaven estudiant i 80 estaven classificades com a «altres inactius».

### Ingressos
El 2009 a Bois-de-Céné hi havia 703 unitats fiscals que integraven 1.633 persones, la mediana anual d'ingressos fiscals per persona era de 17.001 €.

### Activitats econòmiques
Dels 54 establiments que hi havia el 2007, 1 era d'una empresa alimentària, 1 d'una empresa de fabricació d'altres productes industrials, 20 d'empreses de construcció, 11 d'empreses de comerç i reparació d'automòbils, 2 d'empreses d'hostatgeria i restauració, 1 d'una empresa d'informació i comunicació, 4 d'empreses financeres, 1 d'una empresa immobiliària, 6 d'empreses de serveis, 4 d'entitats de l'administració pública i 3 d'empreses classificades com a «altres activitats de serveis».
Dels 23 establiments de servei als particulars que hi havia el 2009, 1 era una oficina bancària, 3 tallers de reparació d'automòbils i de material agrícola, 6 paletes, 4 guixaires pintors, 4 fusteries, 2 lampisteries, 1 empresa de construcció, 1 perruqueria i 1 restaurant.
Dels 5 establiments comercials que hi havia el 2009, 1 era una botiga de més de 120 m², 1 una fleca, 1 una botiga de roba, 1 una botiga d'equipament de la llar i 1 una botiga de mobles.
L'any 2000 a Bois-de-Céné hi havia 48 explotacions agrícoles que ocupaven un total de 1.944 hectàrees.

## Equipaments sanitaris i escolars
L'únic equipament sanitari que hi havia el 2009 era una farmàcia.
El 2009 hi havia una escola elemental.

## Poblacions més properes
El següent diagrama mostra les poblacions més properes.